# Fernando Kolumbus

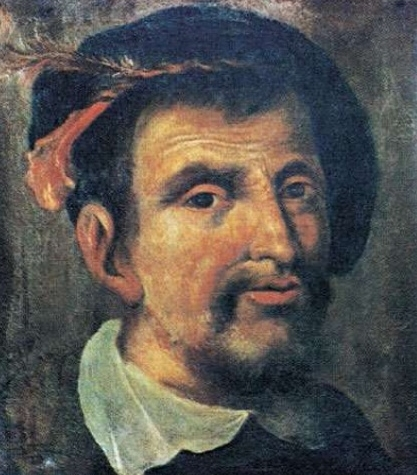
Hernando Colón

Fernando Kolumbus (* 15. August 1488 in Córdoba; † 12. Juli 1539 in Sevilla; auch Ferdinand Kolumbus, spanisch Hernán Colón oder Hernando Colón) war der uneheliche Sohn von Christoph Kolumbus und Beatriz Enríquez de Arana. Er war Seefahrer, Humanist, Kosmograph und Gründer einer der bedeutendsten Bibliotheken seiner Zeit. Zudem verfasste er eine Biografie seines Vaters, die Historia del Almirante.

## Frühe Jahre
Fernando Kolumbus wurde als der uneheliche Sohn von Christoph Kolumbus und Beatriz Enríquez de Arana in der Stadt Córdoba geboren. Er wuchs zunächst im Hause seiner Mutter und im Kloster La Rábida nahe Palos de la Frontera auf. Nach der triumphalen Rückkehr von Christoph Kolumbus von seiner ersten Reise wurde er gemeinsam mit seinem älteren Halbbruder Diego an den Hof von Königin Isabella I. geschickt, um dem Infanten Juan als Page zu dienen. Nach dessen frühzeitigem Tod wurde er dann Page der Königin selbst. Am Hofe der Katholischen Könige genoss er die gleiche Erziehung wie der Infant und dürfte dort bereits früh in Berührung mit den bedeutendsten Gelehrten seiner Zeit gekommen sein, wie beispielsweise Pedro Martir de Angleria, der dort als Kaplan tätig war.
Im Alter von dreizehn Jahren begleitete Fernando Kolumbus seinen Vater auf dessen vierter, von vielen Missgeschicken begleiteter Reise nach Amerika. Nach dessen Tod im Jahre 1506 reiste er noch einmal in die Neue Welt, um seinen Halbbruder Diego zu unterstützen, der mittlerweile zum Vizekönig von Hispaniola ernannt worden war. Bereits nach zwei Monaten kehrte Fernando jedoch wieder ins spanische Mutterland zurück, um in den so genannten Pleitos Colombinos die Ansprüche der Kolumbus-Familie gegen die spanische Krone zu verteidigen. Nicht zuletzt diese Prozesse bildeten den Anlass für die vielen Reisen, die ihn während seines Lebens durch ganz Europa führten.

## Der Kosmograph
Im Jahre 1517 begann Fernando den Itinerario o Cosmografía de Espana. Dabei handelte es sich um ein Werk, in dem alle Orte Spaniens mit ihren topographischen und geographischen Daten erfasst und in alphabetischer Reihenfolge sortiert werden sollten. Das Werk wurde jedoch nie vollendet, da Karl I. 1523 eine Fortsetzung an dieser Arbeit aus nicht näher genannten Gründen untersagte. Ungeachtet dessen galt Fernando Kolumbus als einer der angesehensten spanischen Kosmographen seiner Zeit: Im Jahre 1524 wurde er als Sachverständiger in die Juntas de Badajoz-Elvas abgesandt. Dieses Expertengremium befasste sich mit der östlichen Ausdehnung der im Vertrag von Tordesillas festgelegten portugiesischen bzw. spanischen Einflusssphäre. Konkret ging es dabei um die Gebietsansprüche auf den Molukken. Fernando Kolumbus erwies sich hier als einer der profiliertesten Verfechter der spanischen Interessen, allerdings trug Portugal in dem Rechtsstreit den Sieg davon. Im Jahre 1526 schließlich beauftragte Karl I. Fernando Kolumbus mit der Aufgabe, gemeinsam mit den wichtigsten Seeleuten Spaniens (den sogenannten Pilotos Mayores) eine mappa mundi zu erstellen, die der Casa de Contratación als Navigationshilfe dienen sollte. Auch diese Arbeit wurde jedoch nie vollendet.

## DieBiblioteca Colombina
Als bedeutendste Leistung von Fernando Kolumbus ist jedoch die Zusammenstellung einer umfassenden Bibliothek anzusehen, die seinerzeit als eine der wertvollsten Sammlungen Spaniens gerühmt wurde. Zu Lebzeiten von Fernando Kolumbus soll diese Sammlung um die 15.000 Bücher umfasst haben, die aus den bedeutendsten geistigen Zentren Europas zusammengetragen wurden. Nicht wenige dieser Werke erhielt Fernando Kolumbus als Schenkung von führenden Geistesgrößen wie Erasmus von Rotterdam oder Antonio de Nebrija. Zudem zeigte Fernando Kolumbus schon früh ein Interesse am Erwerb von Inkunabeln und nicht, wie viele andere Buchsammler seiner Zeit, am Erwerb von Manuskripten.
Bemerkenswert ist dabei die Art und Weise, wie Fernando Kolumbus diesen umfangreichen Bestand verwaltete. Er katalogisierte die Werke nicht nur alphabetisch, sondern auch thematisch. Zur unverwechselbaren Identifizierung ordnete er diesen eine einzigartige Nummer zu; der Inhalt wichtiger Werke wurde exzerpiert. Zur Pflege des Bestandes beschäftigte er mehrere Bibliothekare, die auf dem Anwesen lebten. Insgesamt zeigt die Verwaltung dieses Bestandes also Züge, wie sie aus dem modernen Bibliotheks- und Dokumentationswesen bekannt sind.
Fernando Kolumbus verfügte zwar in seinem Testament, dass seine Bücher nicht veräußert werden dürften und die Bibliothek vergrößert werden sollte. Dennoch kam es später zu Rechtsstreitigkeiten, in deren Verlauf die Sammlung auf etwa 7.000 Bände zusammenschrumpfte. Der Restbestand wurde später in Biblioteca Colombina umbenannt und ging in den Besitz des Domkapitels der Kathedrale von Sevilla über. Die Sammlung kann noch heute konsultiert werden.
2019 konnte ein lange verschollener Band des Katalogs Libro de los Epítomes in der Arnamagnäanischen Sammlung in Kopenhagen identifiziert werden. Die Handschrift von mehr als 2000 Seiten enthält auch Inhaltsangaben heute verlorener Werke.

## Die Beziehung zur Familie Kolumbus
Fernando entstammte einer unehelichen Verbindung. Obwohl er durch die Berufung an den Hof von Isabella I. legitimiert war, muss der Makel seiner Herkunft an ihm haften geblieben sein: Sein Halbbruder Diego, zweiter Vizekönig von Neuspanien, sowie dessen Frau Maria von Toledo, zwangen ihn, auf sein Erbe zu verzichten. Dass Fernando Kolumbus auch selbst unter seiner Abstammung gelitten haben dürfte, kann aus dem Umstand abgeleitet werden, dass aus seinen umfangreichen Aufzeichnungen so gut wie nichts über seine leibliche Mutter zu erfahren ist.
Fernando Kolumbus verstarb am 12. Juli 1539 in Sevilla. Er ist in der Kathedrale von Sevilla bestattet. 2006 führten spanische Wissenschaftler einen DNA-Abgleich mit den Überresten aus dem Sarkophag und Überresten von Christoph Kolumbus’ Bruder und Fernando Kolumbus durch und bestätigten Christoph Kolumbus’ Identität.